# GAPO-Syndrom
Das GAPO-Syndrom, Akronym für Growth Retardation (Wachstumsverzögerung), Alopezie, Pseudoanodontie (ausbleibender Durchbruch der Zahnanlagen) und Optikusatrophie, ist eine sehr seltene angeborene Erkrankung.
Die Erstbeschreibung erfolgte im Jahre 1984 durch R. E. Tipton und Robert James Gorlin (1923–2006).

## Verbreitung
Die Häufigkeit wird mit unter 1 zu 1.000.000 angegeben, bislang wurde über etwa 60 Betroffene berichtet. Die Vererbung erfolgt autosomal-rezessiv.

## Ursache
Der Erkrankung liegen Mutationen im ANTXR1-Gen im Chromosom 2 an Genort p13.3 zugrunde, welches für den Anthrax-Toxin-Rezeptor 1 kodiert, auch als Tumor-Endothel-Marker 8 (TEM8) bezeichnet.

## Klinische Erscheinungen
Klinische Kriterien sind:
- Erhebliche Wachstumsverzögerung mit verzögertem Knochenalter
- Alopezie, ausgeprägte Hypotrichose
- Pseudoanodontie
- ab Kleinkindesalter fortschreitende Optikusatrophie
- Gesichtsauffälligkeiten mit hoher Stirn, Mittelgesichtsdysplasie, Hypertelorismus, hervorstehende Augen, Mikrogenie, eingesunkene Nasenwurzel, lange offenbleibende große Fontanelle

Ferner finden sich gehäuft:
Überschüssige vermehrt gefaltete Haut mit vorgealtertem Aussehen, Nabelhernie, überstreckbare Gelenke, abnorm erhöhter Hirndruck.

## Differentialdiagnose
Abzugrenzen ist die Progerie, sowie verschiedene Gefäßmalformationen im Gehirn- und Kopfbereich und Hautveränderungen wie  Amorphe hyaline Substanz und Pyoderma vegetans.